# FZR1
FZR1 (англ. Fizzy and cell division cycle 20 related 1) – білок, який кодується однойменним геном, розташованим у людей на короткому плечі 19-ї хромосоми. Довжина поліпептидного ланцюга білка становить 496 амінокислот, а молекулярна маса — 55 179.
| 10         |  | 20         |  | 30         |  | 40         |  | 50         |
| ---------- |  | ---------- |  | ---------- |  | ---------- |  | ---------- |
| MDQDYERRLL |  | RQIVIQNENT |  | MPRVTEMRRT |  | LTPASSPVSS |  | PSKHGDRFIP |
| SRAGANWSVN |  | FHRINENEKS |  | PSQNRKAKDA |  | TSDNGKDGLA |  | YSALLKNELL |
| GAGIEKVQDP |  | QTEDRRLQPS |  | TPEKKGLFTY |  | SLSTKRSSPD |  | DGNDVSPYSL |
| SPVSNKSQKL |  | LRSPRKPTRK |  | ISKIPFKVLD |  | APELQDDFYL |  | NLVDWSSLNV |
| LSVGLGTCVY |  | LWSACTSQVT |  | RLCDLSVEGD |  | SVTSVGWSER |  | GNLVAVGTHK |
| GFVQIWDAAA |  | GKKLSMLEGH |  | TARVGALAWN |  | AEQLSSGSRD |  | RMILQRDIRT |
| PPLQSERRLQ |  | GHRQEVCGLK |  | WSTDHQLLAS |  | GGNDNKLLVW |  | NHSSLSPVQQ |
| YTEHLAAVKA |  | IAWSPHQHGL |  | LASGGGTADR |  | CIRFWNTLTG |  | QPLQCIDTGS |
| QVCNLAWSKH |  | ANELVSTHGY |  | SQNQILVWKY |  | PSLTQVAKLT |  | GHSYRVLYLA |
| MSPDGEAIVT |  | GAGDETLRFW |  | NVFSKTRSTK |  | VKWESVSVLN |  | LFTRIR     |

A: Аланін

C: Цистеїн

D: Аспарагінова кислота

E: Глутамінова кислота

F: Фенілаланін

G: Гліцин

H: Гістидин

I: Ізолейцин

K: Лізин

L: Лейцин

M: Метіонін

N: Аспарагін

P: Пролін

Q: Глутамін

R: Аргінін

S: Серин

T: Треонін

V: Валін

W: Триптофан

Кодований геном білок за функцією належить до фосфопротеїнів. 
Задіяний у таких біологічних процесах, як клітинний цикл, поділ клітини, пошкодження ДНК, репарація ДНК, мітоз, убіквітинування білків, ацетилювання, альтернативний сплайсинг. 
Локалізований у цитоплазмі, ядрі.